# 1219
Cette page concerne l'année 1219  du calendrier julien.
L'année 1219 est une année commune qui commence un mardi.

## Événements
- 13 février : au Japon, assassinat du dernier shogun Minamoto, Minamoto no Sanetomo[1]. Les Hōjō, descendants des Taira, se font nommer régents et gouvernent par l’intermédiaire de shoguns fantoches.
- 1er mai : Léon II d'Arménie fait proclamer sa fille Zabel reine d'Arménie avant de mourir le lendemain[2].
  - Son neveu Raymond-Roupen s'empare de Tarse et s'y fait proclamer roi avec l'aide des Hospitalier mais est battu et fait prisonnier par le connétable Constantin devant Mopsueste[3].
  - Bohémond IV d'Antioche prend Antioche à Raymond-Roupen à la faveur d'un complot organisé par Guillaume de Farabel[4]. La principauté d'Antioche est définitivement unie au comté de Tripoli.
- Juillet[5] :  François d'Assise part en mission en Égypte dans l'espoir de rétablir la paix. Le sultan Al-Kâmil l'aurait reçu, écouté avec sympathie[6] et lui aurait proposé des cadeaux, avant de le faire reconduire sous escorte au camp des croisés. François d'Assise échoue à le convertir. Au retour, François abandonne la direction de l’ordre des frères mineurs à Pierre de Catane.
- Septembre[7] : début de l'invasion  du sultanat turc du Khârezm (Turkestan, Afghanistan, Perse) par Gengis Khan (fin en 1225).
  - Gengis Khan, le roi des Karlouks, Arslan Khan et le khan des Ouïghours Bartchouk rassemblent près de deux cent mille hommes sur le haut Irtych pendant l'été[8], puis envahissent le Khârezm.
  - Gengis Khan laisse ses fils Djaghataï et Ogodeï mettre le siège devant Otrar, puis divise ses forces. Djötchi descend le cours du Syr-Daria vers l’Aral, prend Sugnak et Djend et en massacre la population, puis rejoint le gros des troupes au sud de la mer d’Aral, tandis qu’Alak noïon remonte le fleuve et s’empare de Bénaket et de Khodjend. Gengis Khan et son jeune fils Toulouï-otchigin avancent vers Boukhara.

- 5 novembre : le roi de Jérusalem Jean de Brienne prend Damiette (fin en 1221). Le légat Pélage entraîne la cinquième croisade à la conquête de l’Égypte. L’armée marche sur Le Caire, mais bloquée par la rupture des digues du Nil, doit accepter d’évacuer l’Égypte et signe une trêve de huit ans[9].

- Fondation de Mansourah (Égypte) par le sultan Al-Kamel pour protéger Le Caire après la prise de Damiette[10].
- Début du règne d'Ala ed-din Kaykobad Ier (Kay Qubadh Ier), sultan Seldjoukides de Roum (fin en 1237)[11]. Le sultanat de Roum s’étend sur la presque totalité de l’Anatolie et pratique un commerce actif entre l’Orient et l’Occident. Il frappe ses premières monnaies d’or.

### Europe
- 11 mai[12] : le pape Honorius III interdit l'enseignement du droit romain à l'université de Paris (interdiction confirmée par la décrétale Super speculam du 16 novembre)[13].
- 14 mai : mort de Guillaume le Maréchal[14]. Hubert de Burgh devient de fait régent d'Angleterre[15].

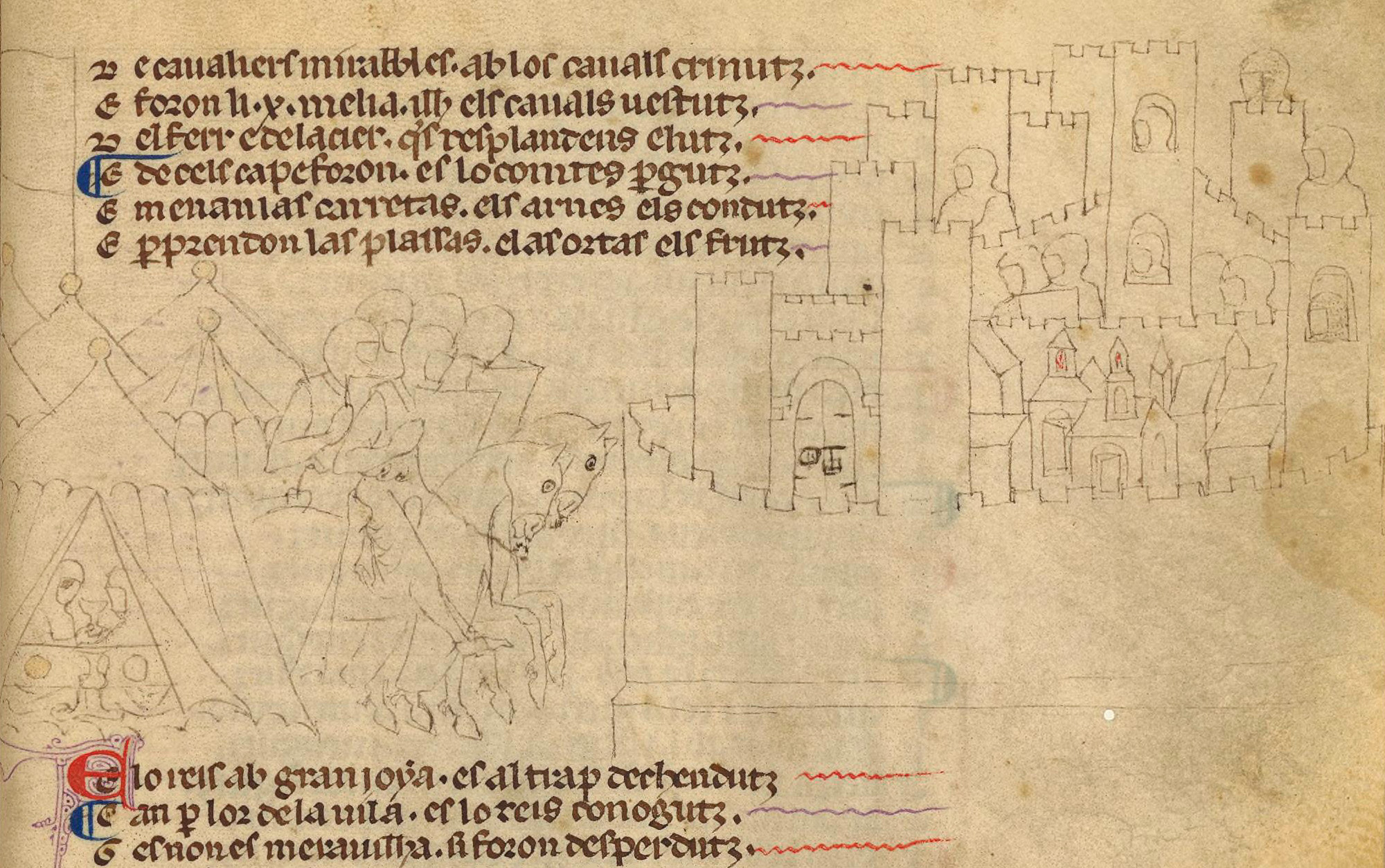
10 juin : Prise de Marmande par le prince Louis (Guilhem de Tudèle, Chanson de la croisade des Albigeois, début XIIIe s.)

- 1er juin : prise et massacre de Marmande[16].
- 15 juin : bataille de Lyndanisse[17].
  - Campagne de Valdemar Serj « contre les païens » à l’appel des chevaliers porte-glaives. Conquête des îles de Rügen, Ösel et Dagö. Après une victoire sur les Estoniens à Lyndanisse, les Danois annexent le nord de l’Estonie où ils fondent la forteresse de Tallinn et le siège de l’évêché de Reval, dépendant de l’archevêché de Lund.
  - Le Danemark se dote d'un drapeau national, le plus ancien en Europe. Selon la tradition, Valdemar Serj, inquiet de l’issue de la bataille, aurait imploré le ciel. Une bannière rouge frappée d’une croix blanche serait descendue miraculeusement vers lui, lui manifestant l’appui de la puissance divine. Cette bannière, le Danebrog, est devenue par la suite l’emblème national du Danemark.
- 17 juin - 1er août : le prince Louis le Lion fait en vain le siège de Toulouse[18].
- 28 juin : bulle cum saepe contingat[19]. Organisation de l’Université de Bologne, spécialisée dans le droit romain, à la suite d’un conflit entre les autorités municipales et les élèves soutenus par la papauté. Les étudiants sont regroupés en « nations » selon leurs origines.
- 14 août : le roi de Galicie Coloman (en), fils d'André II de Hongrie, est vaincu et fait prisonnier avec son épouse Salomé (fille de Lech le Blanc) par Mstislav de Novgorod[20].
- Nuit du 14 au 15 septembre : inondation de Grenoble.

- Vingt et un chefs lituaniens, désignés par les principautés russes, signent une paix avec la principauté de Volhynie. L’un des signataires de la paix, Mindaugas (le Mindowe des Allemands) se débarrasse de ses adversaires et se proclame en 1239 chef suprême des Lituaniens (Kunigaikstis). Il commence alors une rapide extension vers l’est[21].
- Création du patriarcat de Serbie par saint Sava[22].
- Les franciscains s’installent à Paris[23].